# 11月26日
11月26日是公历一年中的第330天（闰年第331天），离全年的结束还有35天。

## 大事记

### 19世紀以前
- 前43年：羅馬共和國的後三頭同盟由馬克·安東尼、雷比達和屋大维組成。
- 1161年：宋金戰爭期間，南宋軍隊成功擊退試圖從采石磯橫渡長江入侵的金朝部隊。
- 1580年：法国第七次宗教战争结束。
- 1778年：英国探险家库克率领的船队到达夏威夷群岛的第二大岛茂宜岛。
- 1789年：受美国国会的请求，总统乔治·华盛顿宣布将感恩节定为公共节日。

### 19世紀
- 1812年：別列津納河戰役中，拿破仑的军队在企图渡过別列津納河时遭受俄罗斯军队攻击。
- 1832年：世界上第一辆有轨马车在纽约市投入使用。
- 1842年：聖母大學由聖十字會（英语：Congregation of Holy Cross）的愛德華·索林（英语：Edward Sorin）成立，是一所位於美國印第安納州的全男校。

### 20世紀
- 1905年：孙中山于《民报》创刊词上首次提出三民主义。
- 1906年：南滿洲鐵道株式會社（简称满铁）在東京正式成立，資本金2億日元，由後藤新平男爵出任首任總裁。
- 1916年：上海江南造船厂全体工人罢工，抗议对工人搜身殴辱。
- 1917年：國家冰球聯盟在加拿大蒙特婁宣告成立，最初共有5支冰球球隊參與。
- 1917年：英国与法国为瓜分中东而签署的賽克斯-皮科協定被曼切斯特卫报公布。
- 1919年：青年共产国际于柏林成立，有14个国家的代表参加。
- 1922年：英国考古学家霍华德·卡特和工程资助人罗德·卡纳冯成为首批进入古埃及法老图特卡蒙的墓穴的人。
- 1939年：苏联陆军炮击芬苏边境的村庄迈尼拉并嫁祸于芬兰，之后导致冬季战争爆发。
- 1941年：美国总统富兰克林·罗斯福确定每年11月份的第四个星期四为感恩节。
- 1942年：亨弗萊·鮑嘉和英格麗·褒曼主演的愛情電影在美國紐約首次播映。
- 1942年：约瑟普·布罗兹·铁托率领的南斯拉夫游击队在波斯尼亚比哈奇组织召开了反法西斯人民解放委员会的第一次会议。
- 1949年：中国以从事间谍活动为由驱逐所有前驻华美国领事人员。
- 1949年：印度制宪会议通过阿姆倍伽尔起草的宪法。
- 1950年：中國人民志願軍分別發動長津湖戰役與清川江戰役，向韓國國軍與聯合國軍展開反攻。
- 1951年：中国人民保卫儿童全国委员会成立，宋庆龄任主席。
- 1965年：法国发射该国的第一枚卫星。
- 1966年：世界上第一座具有經濟價值的潮汐发电站在法国布列特尼圣马洛湾建成启用。
- 1970年：教宗保祿六世訪問菲律宾，但在抵達首都马尼拉後遇襲。
- 1975年：中国自行研制的第一颗返回型遥感卫星发射成功，中国由此成为世界上第三个掌握返回式衛星技术的国家。
- 1979年：国际奥委会通过由中华人民共和国取代中華民國在奥委会中的代表席位。
- 1981年：亚洲奥林匹克理事会成立。
- 1982年：岳阳楼大修工程开始。
- 1983年：英国发生历史上最大抢劫案，6名持枪的暴徒在伦敦附近的希思罗机场安全仓库抢劫了价值2700万英镑的三吨黄金。[1]
- 1984年：美国驻哥伦比亚大使馆发生爆炸，1人死亡，2人受伤。
- 1987年：深圳首次有偿出让土地使用权。
- 1990年：中國人民銀行總行批准上海證券交易所成立，為改革開放政策實行後的首家證券交易所。
- 1998年：中国最早的互联网公司瀛海威的15名高层主管集体辞职。

### 21世紀
- 2002年：香港行政會議通過足球博彩規範化方案，香港賽馬會於2003年8月開辦足智彩投注服務。
- 2007年：亞洲棒球錦標賽在台中舉行，將是唯一的北京奧運亞洲區資格賽。
- 2008年：印度孟買發生連環恐怖攻擊，造成164人死亡、308人受傷。
- 2011年：美国火星科学实验室发射好奇號。
- 2014年：歐洲太空總署的菲萊登陸器降落在楚留莫夫-格拉希門克彗星上。
- 2018年：洞察号火星探测器于火星的埃律西昂平原着陆。
- 2022年：台灣九合一選舉投票。
- 2022年：疫情封控措施生效期间，中国新疆乌鲁木齐一座高层住宅楼发生火灾事故，造成10人死亡、9人受伤。事件发生后，当地民众聚集抗议，向政府表达不满。抗议浪潮随后扩散到中国各地，发展成“白纸革命”。

## 出生
- 656年：唐中宗李显，唐朝皇帝（710年逝世）
- 1288年：後醍醐天皇，日本第96代天皇（1339年逝世）
- 1552年：朝鮮宣祖李昖，朝鮮國國王（1608年逝世）
- 1607年：約翰·哈佛，美國牧師，哈佛大學便以其命名（1638年逝世）
- 1731年：威廉·古柏，英國聖詩、現代詩作者（1800年逝世）
- 1811年：曾国藩，清代末年军事家、理学家、政治家，湘军创始人（1872年逝世）
- 1816年：肅順，清代顧命八大臣之一（1861年逝世）
- 1832年：瑪麗·沃克，美國第一位女性軍醫，也是美國榮譽勳章迄今惟一女性得主（1919年逝世）
- 1840年：愛德華·I·德維特，加拿大裔美國牧師、耶穌會士、美國天主教會歷史學家（1920年逝世）
- 1847年：瑪麗亞·費奧多蘿芙娜，俄羅斯帝國沙皇亞歷山大三世皇后（1928年逝世）
- 1857年：弗迪南·德·索緒爾，瑞士語言學家，現代語言學之父（1913年逝世）
- 1864年：奧古斯特·沙盧瓦，法國天文學家（1910年逝世）
- 1869年：莫德王后，挪威王后（1938年逝世）
- 1876年：威利斯·开利，美國工程師，现代空調系統發明人（1950年逝世）
- 1876年：阿卜杜勒-阿齊茲，沙烏地阿拉伯首任國王（1953年逝世）
- 1890年：約翰·W·希爾，美國公共關係先驅（1977年逝世）
- 1893年：杨虎城，中国将领（1949年逝世）
- 1894年：諾伯特·維納，美國應用數學家（1964年逝世）
- 1895年：貝蒂爾·林德布拉德，瑞典天文學家，銀河系结构、星系動力學先驱（1965年逝世）
- 1898年：卡爾·齐格勒，德國化學家，1963年諾貝爾化學獎得主（1973年逝世）
- 1902年：罗荣桓，中華人民共和國元帥（1963年逝世）
- 1902年：莫里斯·麥當勞，美國企業家，世界首家及最大連鎖速食企業麥當勞創辦人之一（1971年逝世）
- 1905年：蔡德允，香港古琴演奏家、藝術教育家（2007年逝世）
- 1909年：歐仁·尤内斯庫，羅馬尼亞、法國劇作家（1994年逝世）
- 1911年：塞繆爾·雷謝夫斯基，波蘭裔美國西洋棋棋手（1992年逝世）
- 1920年：易文，香港導演（1978年逝世）
- 1921年：弗朗索瓦·吉洛，法國畫家（2023年逝世）
- 1922年：查爾斯·舒茲，美國漫画家，《史努比》作者（2000年逝世）
- 1925年：歐敬祿，香港高等法院原訟庭按察司（2015年逝世）
- 1928年：西田龙雄，日本語言學家（2012年逝世）
- 1930年：趙伊君，中國工程師（2022年逝世）
- 1931年：阿道弗·佩雷斯·埃斯基维尔，阿根廷雕刻家、建築家、和平主義者，1980年諾貝爾和平獎得主
- 1938年：波特·戈斯，美國中央情報局局長
- 1939年：蒂娜·特纳，美國女歌手、演員，被譽為「搖滾女王」（2023年逝世）
- 1939年：馬克·馬戈利斯，美國男演員（2023年逝世）
- 1939年：阿都拉·巴达威，馬來西亞政治人物，第5任馬來西亞首相（2025年逝世）
- 1940年：琴櫻傑將，日本相撲力士，第53代橫綱（2007年逝世）
- 1941年：查爾斯·歐里爾，美國攝影師
- 1942年：鄧垂簪，越共女軍醫（1970年逝世）
- 1945年：霍达，中国作家
- 1948年：仇志強，香港、馬來西亞足球運動員（2018年逝世）
- 1951年：金超群，台灣演員
- 1951年：伊蘿娜·史特拉，匈牙利女藝人、色情演員、歌手、國會議員
- 1953年：彭浩禮，英國工黨政治家
- 1954年：韋盧皮萊·普拉巴卡蘭，斯里蘭卡反政府武裝泰米爾伊拉姆猛虎解放组织創立者、最高領導人（2009年逝世）
- 1959年：艾哈邁德雷扎·佐爾法加里，伊朗核物理學家（2025年逝世）
- 1963年：馬里奥·伊利，美國職業籃球運動員、教練
- 1965年：，英格蘭足球員
- 1965年：，英國男演員
- 1966年：況明潔，台灣歌手
- 1972年：阿葰·蘭帕爾，印度男演員
- 1973年：高木禮子，日本女性聲優
- 1974年：羅曼·謝布爾勒，捷克男子田徑運動員
- 1977年：张军，中國男子羽球運動員、教練
- 1978年：福山潤，日本男性聲優
- 1979年：任重，中國演員
- 1980年：大野智，日本男子偶像團體嵐隊長
- 1980年：李玖哲，韓裔美籍，台灣歌手
- 1980年：董敏莉，香港女藝人
- 1981年：斯特凡·安德森，丹麥足球員
- 1981年：娜塔莎·貝汀菲兒，英國歌手、作詞人
- 1982年：盧瑟·海德，美國職業籃球運動員
- 1983年：加藤英美里，日本女性聲優
- 1983年：丸山隆平，日本歌手
- 1983年：克里斯·休斯，美國企業家，社交網站Facebook共同創辦人、現任發言人
- 1983年：艾達爾別克·霍賈納扎羅夫，哈薩克企業家、政治人物
- 1984年：安東尼奧·佩亞達，西班牙職業足球運動員（2007年逝世）
- 1984年：金慶南，韓國男演員
- 1986年：連俞涵，台灣演員
- 1986年：美心，新加坡女演員
- 1986年：陳詠謙，香港填詞人、歌手
- 1986年：伊藤加奈惠，日本女性聲優
- 1987年：孫其君，台灣演員
- 1987年：馬修·伊布登，澳大利亞職業網球運動員
- 1988年：小林优美，日本模特儿
- 1988年：與真司郎，日本偶像團體AAA成員
- 1988年：何琢言，中國演員
- 1988年：利晴天，台灣演員
- 1988年：劉秋宏，中國短道速滑運動員
- 1990年：劉溫馨，香港女演員
- 1990年：小野早稀，日本女性聲優
- 1990年：瑞塔·奥拉，英國女歌手、詞曲作家、演員
- 1990年：丹尼·维尔贝克，迦納裔英國足球運動員
- 1991年：朱育賢，臺灣職業棒球運動員
- 1993年：郭婞淳，台灣舉重運動員
- 1993年：小野惠令奈，日本女子偶像團體AKB48成員
- 1995年：曹恩齊，中國男演員
- 1997年：相樂伊織，日本女子偶像團體乃木坂46成員
- 1999年：鄭友榮，韓國男子偶像團體ATEEZ成員
- 1999年:   李柔出生
- 2000年：邱智呈，臺灣職業棒球運動員
- 2004年：齋藤樹愛羅，日本女子聲優偶像團體=LOVE成員

## 逝世

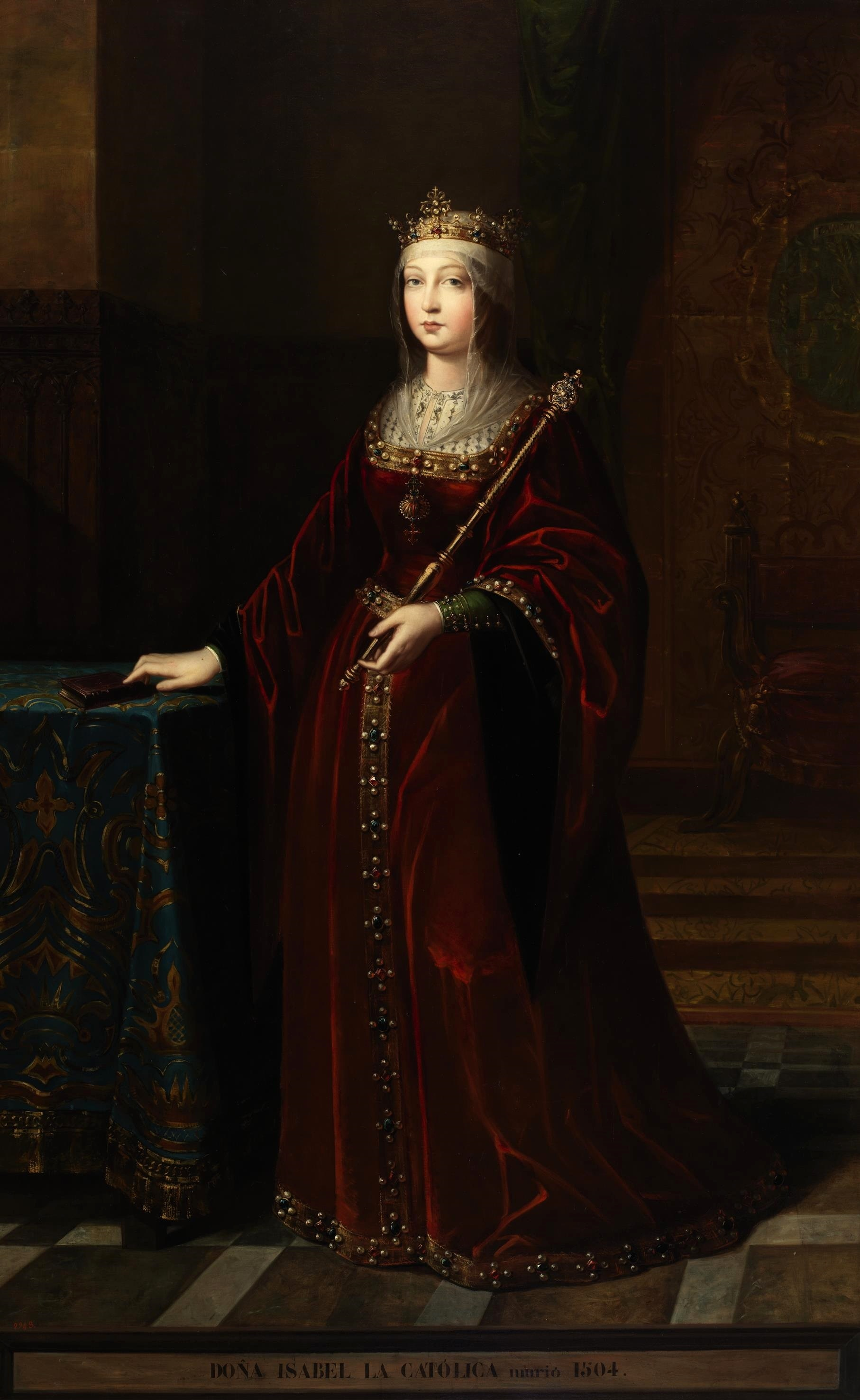
伊莎贝拉一世

- 399年：教宗西里修，羅馬主教（334年出生）
- 946年：李从曮，唐朝末年节度使（898年出生）
- 1504年：伊莎贝拉一世，西班牙卡斯提亞女王（1451年出生）
- 1851年：讓·德迪厄·蘇爾特，法國軍事首領、政治人物（1769年出生）
- 1855年：亞當·密茨凱維奇，波兰诗人（1798年出生）
- 1883年：索傑納·特魯思，美國婦女權益運動、廢奴主義人物（1797年出生）
- 1896年：班傑明·阿普索普·古爾德，美國天文學家（1824年出生）
- 1911年：小村壽太郎，日本外交官（1855年出生）
- 1926年：約翰·白朗寧，美國輕武器設計家（1855年出生）
- 1928年：賴因哈德·舍爾，德國海軍將領（1863年出生）
- 1937年：吴国璋，中华民国国民革命军将领（生年不詳）
- 1952年：斯文·赫定，瑞典探险家（1865年出生）
- 1972年：鄧萃英，中華民國教育家（1885年出生）
- 1977年：吉葉山潤之輔，日本相撲力士，第43代橫綱（1920年出生）
- 1985年：維維恩·托馬斯，美國外科手術技師（1910年出生）
- 1987年：鄧肯·桑茲，英國政治人物（1908年出生）
- 1990年：冯友兰，中国学者（1895年出生）
- 1990年：塞繆爾·諾亞·克萊默，美國歷史學家（1897年出生）
- 1999年：陳定國，臺灣漫畫家（1923年出生）
- 2005年：有澤孝紀，日本作曲家（1951年出生）
- 2007年：刘放，中国驻外大使（1912年出生）
- 2008年：艾德納·帕克，美國超級人瑞（1893年出生）
- 2008年：楊佳，中國北京青年，涉入閘北公安分局襲警案（1980年出生）
- 2012年：約瑟夫·穆雷，美國外科醫生，1990年諾貝爾生理學或醫學獎得主（1919年出生）
- 2015年：白川澄子，日本女性声优（1935年出生）
- 2017年：侯波，中国摄影师（1924年出生）
- 2017年：哈孜·艾買提，中國畫家（1933年出生）
- 2018年：貝納多·貝托魯奇，意大利电影导演（1941年出生）[2][3]
- 2019年：徐静斐，中国遗传学学家（1929年出生）
- 2021年：史蒂芬·桑坦，美國音樂劇及電影音樂作曲家、劇作家（1930年出生）
- 2022年：魏道政，中國計算機科學家（1929年出生）
- 2022年：林陵三，臺灣政治人物，前中華民國交通部部長（1944年出生）
- 2022年：亞伯特·派努，美國導演、編劇、製片人、剪輯師（1953年出生）
- 2022年：弗拉基米爾·馬克伊，白俄羅斯政治人物（1958年出生）
- 2024年：榮如德，中國翻譯家（1934年出生）
- 2024年：彭添富，臺灣政治人物（1951年出生）

## 节假日和习俗
- （阿布哈茲）：宪法日
- 印度：宪法日
- 蒙古国：共和国建立日
- 东正教：阿尔内的命名日
- 國際蛋糕日
- 世界永續交通日[4]

## 體育

### 足球
- 2005年：車路士球員林柏特為球隊對樸茨茅夫上陣時創下英超連續以正選上陣達160次的新紀錄，打破英格蘭門將大衛·占士（David James）效力利物浦時的159場的舊紀錄。